# Gifty Afenyi-Dadzie
Pour les articles homonymes, voir Dadzie.
Gifty Afenyi-Dadzie (née en 1957) est une journaliste ghanéenne, spécialiste des médias, femme d'affaires et a été la plus ancienne présidente de la Association des journalistes du Ghana. Elle est également membre du conseil d'administration du fonds fiduciaire COVID-19,.  

## Jeunesse
Afenyi Dadzie est née le 7 juin 1957 à Accra, au Ghana. Son père, J.K. Affenyi, est devenu directeur du port de Takoradi après avoir été inspecteur sanitaire, et sa mère, Charity Affenyi, était commerçante.  

## Éducation
Afenyi Dadzie a fait ses études primaires à l'école méthodiste Tarkwa et au pensionnat de filles Mmofraturo à Kumasi, et ses études secondaires de 1970 à 1975 au lycée de Winneba, dans la région centrale du Ghana. Elle est titulaire d'une maîtrise en gouvernance et leadership de l'Institut ghanéen de gestion et d'administration publique (GIMPA). Elle est membre du Chartered Institute of Administrators.

## Carrière
Afenyi Dadzie fait une carrière de journaliste et devient la directrice générale d'un groupe africain. Elle a siégé à divers titres à différents conseils d'administration, parmi lesquels le Tender Board, le Comité consultatif du ministère des Affaires étrangères, l'Institut de journalisme du Ghana, la Commission nationale des médias, la Ekumfiman Rural Bank, CDH Insurance. En 1993, elle est devenue associée de la Women's Institute for Freedom of the Press (en) (WIFP), une organisation d'édition américaine à but non lucratif qui travaille à accroître la communication entre les femmes et à connecter le public avec des formes de médias basés sur les femmes. 
Elle a été la première femme vice-présidente puis la présidente de la Association des journalistes du Ghana (GJA). Elle occupe cette fonction présidentielle de 1996 à 2003. 
Elle a été nommée membre du Conseil d'État du Ghana en 2005 par le président de la République, John Kufuor, devenant la plus jeune membre de cette institution.  
Elle est National Prayer Director of the Women’s Aglow Ministry,.

## Prix et distinctions
Gifty Afenyi-Dadzie est récipiendaire du prix national de l'Ordre de la Volta et reçoit le trophée de la personnalité de l'année 2018 lors du concert annuel de musique gospel Harvest Praise organisé par Harvest International Ministries (HIM).   